# Herramélluri
 Herramélluri es un municipio y localidad española situada al noroeste de la comunidad autónoma de La Rioja, en torno al curso medio del río Tirón, en una zona de escasas altitudes. Predominan las actividades agrícolas, sobre todo de secano y el cultivo de plantas de invernadero.

## Toponimia
Su nombre viene de un noble, Herramel, que durante la Reconquista pobló tierras fronterizas de Burgos y La Rioja. Aparte de Herramélluri— Herramel más ur o uri, villa en euskera, es decir, villa de Herramel— también existió otra población, Herramel, en Burgos que lleva su nombre. Así mismo, hubo una población homónima, Erramelluri (actual Remelluri) en la actual jurisdicción de Labastida, Álava. Herramel fue el padre de Álvaro Herraméliz, conde en Lantarón y en Álava en el primer cuarto del siglo X.
Hasta el siglo XVIII también se la conocía como Villa de Vega de Río Tirón.

## Entorno geográfico
El municipio limita al norte con Ochánduri, al este con Villalobar de Rioja, al sur con Grañón y al oeste con Leiva.
La localidad se encuentra en una vega a la margen derecha del río Tirón. En este y dentro del municipio desemboca el río Lachigo, cuyas aguas se aprovechan mediante un cauce para regar las huertas.

## Historia
En Herramélluri han existido asentamientos celtas, berones y romanos, siendo, según una hipótesis no demostrada, «zona de vasconización tardía» donde no se hallan restos prerromanos vascones.
Los romanos conquistaron el asentamiento primitivo, denominado Oliva –existe una hipótesis que indica su origen no celtíbero y que los berones fueron uno de los pueblos que migró de centro Europa asentándose en las riberas del Ebro, pese a ello los restos arqueológicos hallados coinciden en la mayoría de los casos con aquellos hallados en otras zonas inequívocamente celtíberas–, en torno al año 178 a. C. y le dieron el nombre de Libia. Según el lingüista Koldo Mitxelena, padre de la filología vasca, y cuya teoría avalaba en cierta medida el etnógrafo Julio Caro Baroja, los berones serían de etnia vasca con mezcla de celtíberos, pero hablarían euskera y poseerían también rasgos culturales tomados de los celtas. Está situado en el término de Las Sernas, lugar de fácil defensa, ya que estaba en lo alto del cerro del Piquillo y en la confluencia de los ríos Tirón y Reláchigo.
El pretor romano Tiberio Sempronio Graco fue el encargado de reducir las ciudades conjuradas contra el poder de Roma, una de las cuales parece que fue Oliva. Una vez conquistada, se acuñó la moneda romana para pagar tributos a Roma. Durante las guerras civiles, Libia fue fiel a Pompeyo.
Herramélluri está ubicado cerca del yacimiento arqueológico de la antigua ciudad de Libia. Se han encontrado restos de la época anterior a Cristo. El hallazgo más importante se produjo en 1905, cuando se encontró la Venus de Herramélluri, actualmente en el Palacio Provincial.
En el cerro del Piquillo pueden contemplarse una necrópolis, vestigios de ánforas, cerámicas, ruedas de molino, tejas... y los restos de la antigua calzada romana.
La primera referencia documental de Herramélluri es del año 1080. Se trata de una donación de Muño Álvarez de Ilharraza al monasterio de San Millán de la Cogolla donde figura, entre los confirmantes, Nunno Ovecoz de Harramellori. Otro documento de 1101 hace referencia a la donación de Sancha Vélez, por la que cedía a San Millán el monasterio de San Andrés, próximo a Villanueva, y todo lo que poseía en Erra Melluri y Oggaduri (Ochánduri).
En 1790 Herramélluri fue uno de los municipios fundadores de la Real Sociedad Económica de La Rioja, la cual era una de las sociedades de amigos del país creadas en el siglo XVIII conforme a los ideales de la Ilustración.
En el siglo XVI se llamaba Herramélluri de los Condes.

## Geografía humana

### Demografía
Cuenta con una población de 110 habitantes (INE 2024).
| Gráfica de evolución demográfica de Herramélluri entre 1842 y 2021                                                    |
| |
| Población de derecho según los censos de población del INE. Población de hecho según los censos de población del INE. |

### Población por núcleos
| Núcleos      | Habitantes (2001) | Habitantes (2010) |
| ------------ | ----------------- | ----------------- |
| Herramélluri | 137               | 195               |
| Velasco      | 10                | 5                 |

## Economía
Se basa principalmente en la agricultura, estando dedicados al cultivo casi el 90% de las tierras del municipio. Se cultiva principalmente trigo, algo de cebada, algo de vid y forrajeras. Las zonas de regadío se plantan principalmente con alubia verde, guisantes y patatas.

## Administración y política
| Periodo   | Nombre                         | Partido |
| --------- | ------------------------------ | ------- |
| 1979-1983 | Jorge Díez Riaño               |         |
| 1987-1991 | Juan Ramón Murillo Zuazo       | AP      |
| 1991-1995 | Jorge Díez Riaño               | PP      |
| 1995-1999 | Esteban Moneo Fernández        | PSOE    |
| 1999-2003 | Juan Ramón Murillo Zuazo       | PP      |
| 2003-2007 | Rafael Ranedo Rojo             | PSOE    |
| 2007-2011 | Rafael Ranedo Rojo             | PSOE    |
| 2011-2015 | Félix Manuel Chinchetru Ranedo | PP      |
| 2015-2019 | Emilio Gómez Corcuera          | PP      |
| 2019-2023 | Jesús Martínez Fernández       | PP      |

## Patrimonio
- Iglesia Parroquial de San Esteban: del siglo XVI está dedicada a Esteban protomartir. Construida en piedra sillar y con la solera de familias de alto linaje, destaca su retablo mayor del siglo XVIII. En su interior alberga dos magníficas pilas de alabastro de talla romana; una utilizada como pila de agua bendita y la otra como lavabo en la sacristía.

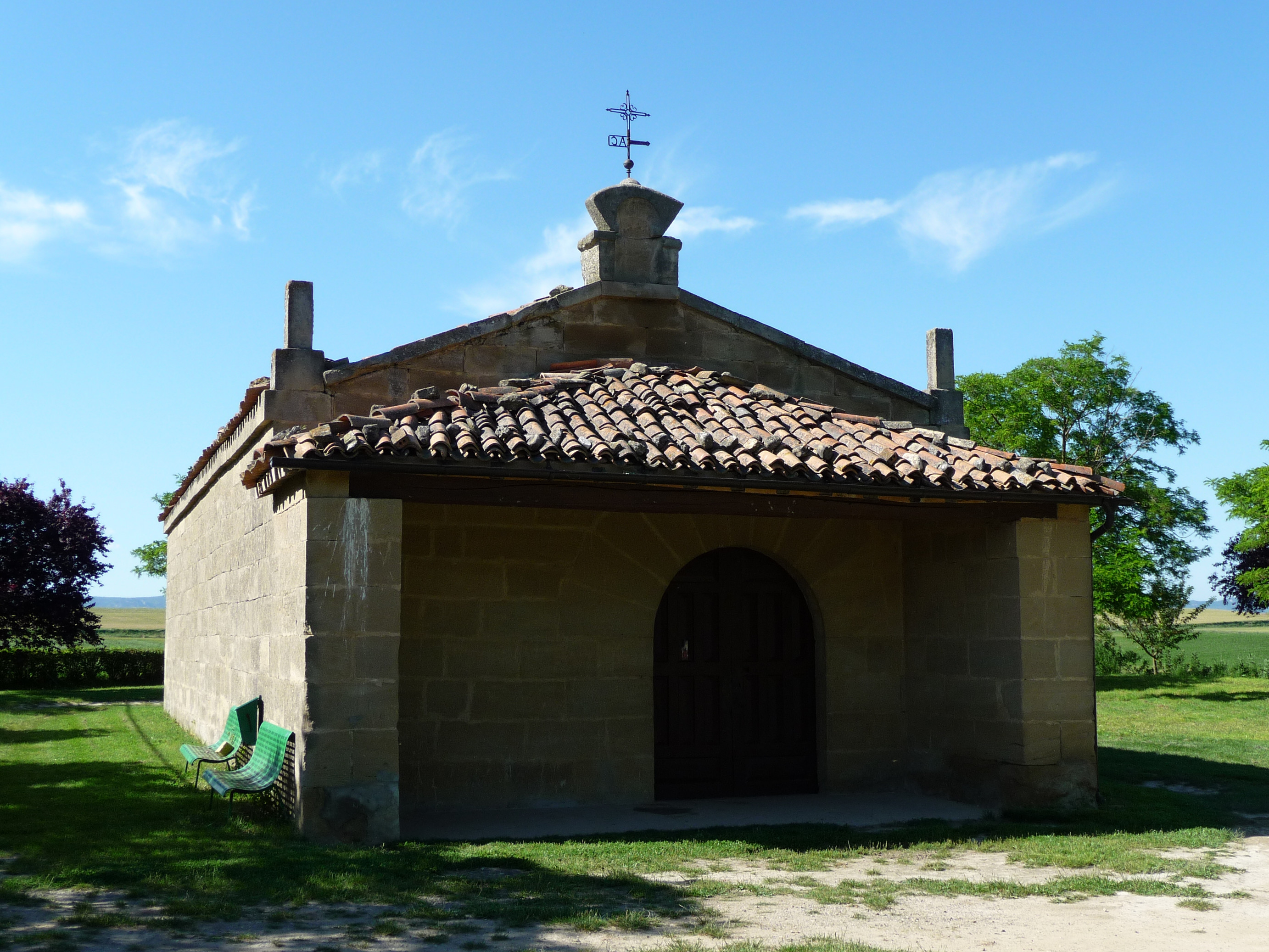
Ermita de San Isidro

- Ermita de la Virgen del Poder o de San Isidro, restaurada en 1968.
- Casa Grande, propiedad privada en cuyo patio interior se conservan siete columnas romanas.
- Ayuntamiento.
- Playa artificial con choperas al lado del río Tirón.
- Aldea de Velasco, con su iglesia dedicada a la Natividad de Nuestra Señora.
- Lago de Herramélluri, situado a un km del municipio, está en proceso de restauración y tiene una superficie de 1km2
- Paseo por las riberas de los ríos Tirón y Reláchigo (600m), este paseo se ha realizado en 2009 y 2010 gracias al «voluntariado en Ríos y Riberas» del Ministerio de Medioambiente] y al trabajo realizado por los Voluntarios de Herramélluri.
- Por el molino pasaba un río con el que producían electricidad.

### Hallazgos arqueológicos
- Venus de Herramélluri: se trata de una figura de la diosa Venus semidesnuda, con el peinado recogido, se cubre púdicamente el pecho con una mano. Sus piernas se encuentran tapadas por un manto que cae, por su propio peso, al suelo. De 20 cm y casi 2 kg de peso está fabricada en bronce. Se estima que es del siglo II aproximadamente y se encuentra en el museo de Logroño.
- Candelabro sideral de Herramélluri: es un molde de piedra de 10 cm de alto, que contiene inscripciones.

## Fiestas y tradiciones
- El 15 de mayo festividad de San Gregorio Ostiense y San Isidro, se realiza la procesión a la ermita de la Virgen del Poder, trayendo a la vuelta la virgen de las Candelas a la iglesia de San Esteban.
- El 3 de agosto se celebran las fiestas patronales en honor a san Esteban. Los danzadores bailan alrededor del pueblo en una procesión con la Virgen del Poder y San Esteban. Después se celebra la misa. El primer sábado de agosto se sube a la ermita (situada en la carretera de Treviana) en una romería con la Virgen del Santo Poder, acompañada por los danzadores.
- El 16 de agosto se celebra la festividad de San Roque, patrono del barrio de Velasco.
- El tercer fin de semana de agosto se realizan las Jornadas Medioambientales, en favor de la recuperación Hidrológico-Ambiental de la Zona.
- Jornadas culturales (octubre), organizadas por la Asociación Cultural «Ciudad de Libia». Tienen lugar diversas actividades relacionadas con la cultura: conferencias, obras de teatro, feria de artesanía y conciertos.
- San Silvestre: desde 2010 se celebra cada 31 de diciembre la carrera San Silvestre.